# RadFxSat-2
RadFxSat-2, Fox-1E, AO-109 oder AMSAT OSCAR 109 war ein US-amerikanischer Amateurfunksatellit. Dieser Satellit war, wie Fox-1B (AMSAT-OSCAR 91), ein Gemeinschaftsprojekt zwischen der Vanderbilt-Universität und der AMSAT-NA. Der 1U-CubeSat war der fünfte und letzte Satellit der Fox-1-Serie. Er trug wie Fox-1B ein Experiment zu Strahlungseffekten, bei dem die neue FinFET-Technologie untersucht wurde. Der Satellitenbus baute auf der Fox-1-Serie auf, verfügte aber über einen 30 kHz breiten Lineartransponder für den Mode U/V für SSB/CW als Ersatz für die Standard-FM-Transponder von Fox-1A bis D. Der Downlink verfügte über eine BPSK-Telemetrie mit 1200 bps zur Übertragung der Experimantaldaten der Vanderbilt-Universität.

## Mission
Der Satellit wurde am 17. Januar 2021 um 22:28 Uhr UTC mit einer LauncherOne-Rakete gestartet. Dieser Träger wurde von der „Cosmic Girl“, einer umgebauten Boeing 747, vom Mojave Mojave Air & Space Port und auf eine Höhe von ca. 10700 m gebracht, ausgeklinkt und gezündet. Der Flug wurde im Auftrag des Venture Class Launch Services Program der NASA durchgeführt und brachte zehn Satelliten im Rahmen der Rideshare-Mission ELaNa-20 in den Orbit.
Die Telemetrie-Bake konnte bisher nicht empfangen werden, jedoch ist der Transponder teilweise mit reduzierter Signalstärke in Betrieb. Die Arbeiten zur Inbetriebnahme der Telemetrie-Bake und zur Überprüfung des Transponders werden mit dem Ziel fortgesetzt, den Satelliten für den allgemeinen Gebrauch zu öffnen. Dem Satelliten wurde die OSCAR-Nummer 109 zugewiesen.
RadFxSat-2 trat am 10. April 2024 in die Atmosphäre ein und verglühte.

## Frequenzen
- Telemetrie-Downlink: 435,750 MHz
- Lineartransponder-Uplink (LSB): 145,860 MHz – 145,890 MHz
- Lineartransponder-Downlink (USB): 435,760 MHz – 435,790 MHz